# Consueverunt Romani Pontifices
Consueverunt Romani Pontifices (en français Les pontifes romains eurent l’habitude), est une bulle promulguée à Rome le 17 septembre 1569 par le pape Pie V. Ce texte a pour objet d’encourager vivement et d’universaliser la dévotion mariale du saint Rosaire, telle que diffusée par saint Dominique.  

## Contexte
Très actif dans la constitution d’une Sainte Ligue pour s’opposer, même militairement, à l’Empire ottoman de plus en plus menaçant, le saint pape Pie V emploie également les moyens spirituels pour mobilise la chrétienté, au delà de la défense armée. Il demande à tous, à l’exemple de saint Dominique de supplier la Vierge Marie, celle qui écrasa le serpent du mal et porta le rédempteur du monde, d’intervenir 
La mobilisation spirituelle de Pie V contribua probablement à la formation de l’alliance entre les nations catholiques européennes.  
Une 'Sainte-Ligue' entre les nations catholiques fut finalement formée (le 25 mai 1571). L’alliance fut engagée dans une bataille navale majeure à Lépante, dans le conflit entre la République vénitienne et l’Empire ottoman, où les forces de Selim II furent écrasées (7 octobre 1571), ce qui arrêta significativement le progrès de l’expansionnisme ottoman en Europe.  

## Contenu
L’austère pape dominicain rappelle que saint Dominique se tourna vers la Vierge Marie lorsque lui et ses frères durent faire face aux hérétiques d’Albi qui faisaient un tort considérable à la foi chrétienne. Il encouragea « cette simple manière de prier et supplier Dieu, accessible à tous et très pieuse qui s’appelle le Rosaire ».  Des groupes de prières furent créés ; des conversions spirituelles eurent lieu et ce fut la fin de l’hérésie.   
Encouragé par cette expérience du passé, Pie V décide d’étendre cette campagne de prière mariale, et en particulier la récitation de l’Ave Maria’ (le Je vous salue Marie) à toute la chrétienté. Il « encourage et exhorte chaque membre parmi les fidèles du Christ à faire de même dans le Seigneur ».  
Les instructions sont explicites :
- Le Rosaire, ou ‘Psautier de la Vierge Marie’ : « La bienheureuse Vierge est vénérée par la salutation angélique [l'Ave Maria'] répétée 150 fois ». Cela rappelle les 150 psaumes du psautier davidien.
- La prière du Seigneur [le 'Notre Père'] accompagne chaque décade.
- Ces prières sont accompagnées de certaines méditations qui illustrent toute la vie de Notre Seigneur Jésus-Christ. Ce seront les quinze mystères : joyeux, douloureux et glorieux.

Le pape Pie V conclut sa bulle en confirmant les indults, indulgences et faveurs spirituelles que ses prédécesseurs avaient accordées à ceux qui prient le Rosaire ; il explicite plusieurs de ces indulgences.

## Texte
- Le texte de la bulle (en anglais):

## Postérité
Si la récitation d’Ave Maria’ est bien antérieure au pontificat de Pie V, la bulle ‘Consueverunt Romani Ponifices’ et la victoire de Lépante qui s’ensuivit (et fut célébrée avec faste partout en chrétienté) contribuèrent à l’universalisation de cette dévotion mariale. Une fête de ‘Notre-Dame du Rosaire’ fut liturgiquement instituée en 1573 par le successeur de Pie V, Grégoire XIII, commémorant la victoire de Lépante. La récitation du chapelet (et rosaire) est depuis lors la dévotion mariale de loin la plus répandue en chrétienté.